# Tchaikazan River
Tchaikazan River är ett vattendrag i Kanada.   Det ligger i provinsen British Columbia, i den sydvästra delen av landet, 3 500 km väster om huvudstaden Ottawa. Tchaikazan River ligger vid sjöarna  Lower Taseko Lake Taseko Lakes och Upper Taseko Lake.
Trakten runt Tchaikazan River är nära nog obefolkad, med mindre än två invånare per kvadratkilometer.